# Ammotrechella cubae
Ammotrechella cubae är en spindeldjursart som först beskrevs av Lucas 1835.  Ammotrechella cubae ingår i släktet Ammotrechella och familjen Ammotrechidae. Inga underarter finns listade i Catalogue of Life.